# La Fille de l'armoire
Pour plus de détails, voir Fiche technique et Distribution.
La Fille de l'armoire (Dziewczyna z szafy) est un film polonais réalisé par Bodo Kox, sorti le 14 juin 2013 en Pologne. Son titre original est Dziewczyna z szafy.

## Fiche technique
- Titre polonais : Dziewczyna z szafy
- Titre français : La Fille de l'Armoire
- Titre anglais : The Girl from the Wardrobe
- Réalisation : Bodo Kox
- Scénario : Bodo Kox
- Direction artistique : Tadeusz Drewno
- Costume : Katarzyna Adamczyk
- Directeur de la photographie : Arkadiusz Tomiak
- Montage :
- Musique originale : Filip Zawada, Joanna Sokołowska
- Son :
- Production :  Włodzimierz Niderhaus
- Coproduction : Canal+
- Sociétés de production :
- Distribution : Kino Świat
- Budget :
- Pays d'origine : Pologne
- Langue : polonais
- Format : Couleur
- Long métrage de fiction - drame
- Durée : 90 minutes
- Dates de sortie : 
  -  Pologne : 14 juin 2013
  -  France :

## Distribution
- Wojciech Mecwaldowski (Tomek)
- Piotr Głowacki (Jacek)
- Olga Bołądź (Aga)
- Magdalena Popławska (Anna)
- Teresa Sawicka (Madame Kwiatkowska)
- Eryk Lubos (Krzysztof)
- Magdalena Różańska (Magda)
- Wojciech Kalarus (docteur Piotrowski)
- Sebastian Stankiewicz (Andrzej)
- Marcela Stanko (Weronika)
- Edyta Olszówka (une actrice)
- Andrzej Makowiecki (l'expert en art)

## Distinctions et récompenses
- Prix Regards Jeunes & Prix de la mise en scène (Atlas d'argent) au 14e Arras Film Festival.